# 氷川神社 (さいたま市中央区大戸)

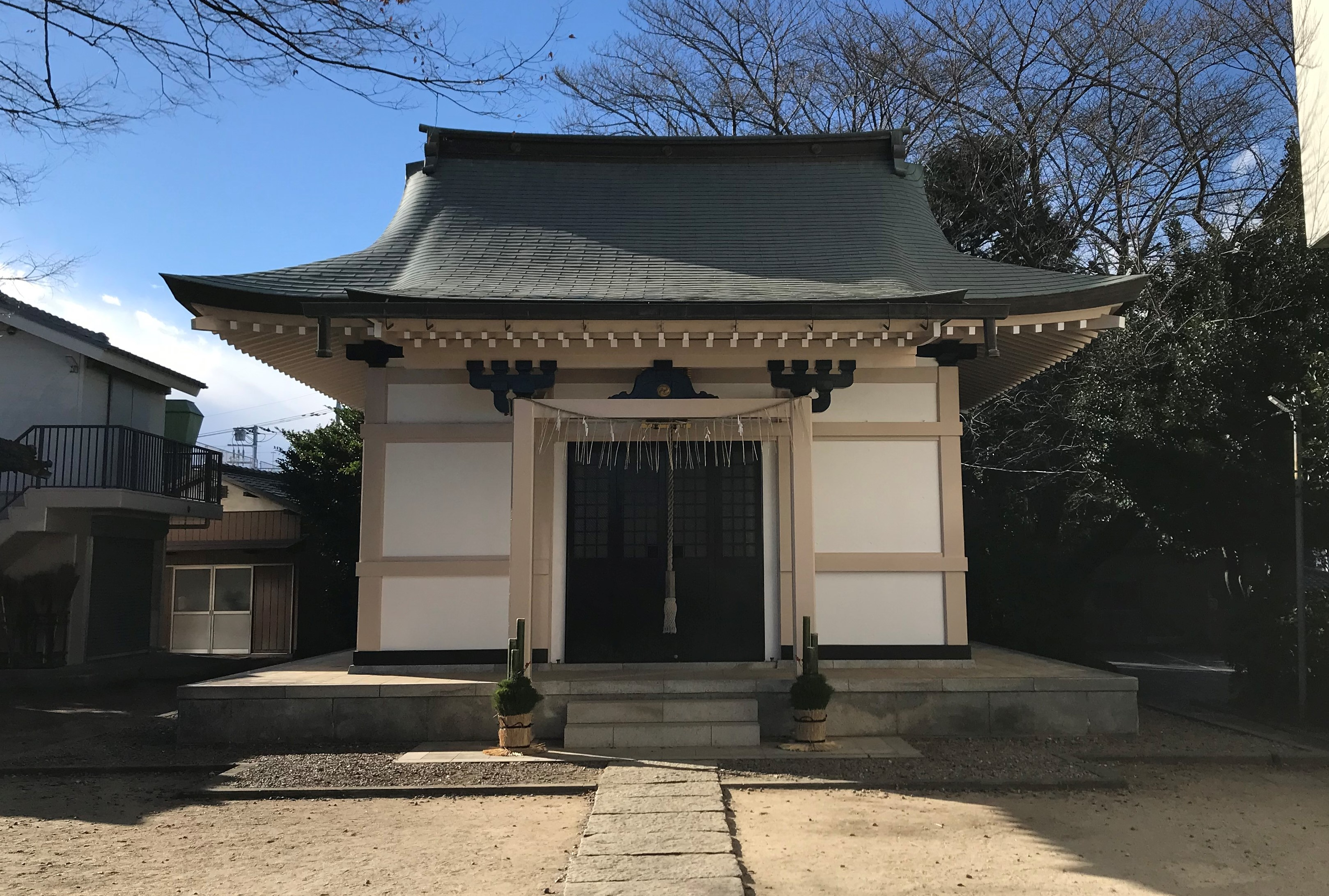
本殿

氷川神社（ひかわじんじゃ）は、埼玉県さいたま市中央区の神社。

## 歴史
創建年代は不明である。ただ別当寺の「円能寺」が管理していた地蔵堂の地蔵菩薩像に天正年間（1573年 - 1592年）の銘があったことから、その頃に創建されたものと推測される。円能寺は真言宗の寺院であったが、明治初期の神仏分離により、廃寺に追い込まれた。
1873年（明治6年）、近代社格制度に基づく「村社」に列せられた。1955年（昭和30年）の改修事業で境内の大木30本を伐採したので、境内が明るくなったという。1991年（平成3年）の火災で建物の大半を焼失してしまった。1993年（平成5年）に再建された。

## 交通アクセス
- 南与野駅より徒歩10分。